# 新潟交通硬式野球部
新潟交通硬式野球部（にいがたこうつうこうしきやきゅうぶ）は、新潟県新潟市に本拠地を置き、日本野球連盟に加盟していた社会人野球の企業チームである。1963年に解散した。
運営母体は、バス・鉄道事業を運営する新潟交通。

## 概要
1952年、新潟県新潟市に本社を置く新潟交通が『新潟交通硬式野球部』として設立。
1959年、チーム結成8年目で都市対抗野球に初出場を果たした。
1963年8月、同年の都市対抗野球予選で敗退した後、解散を発表した。

## 沿革
- 1952年 - 新潟県新潟市を本拠地に置き、『新潟交通』として創部。
- 1959年 - 都市対抗野球に初出場（初戦敗退）。
- 1963年 - 都市対抗野球予選で敗退後に活動を終了。

## 主要大会の出場歴・最高成績
- 都市対抗野球大会 - 出場3回
- JABA新潟大会 - 優勝2回（1957、1960年）

## 元プロ野球選手の競技者登録
- 鈴木実（元：読売ジャイアンツ） - 投手→退団
- 中島執（元：読売ジャイアンツ） - 外野手（1955年）→大洋ホエールズに入団